# Luk Alloo
Luk Alloo (Blankenberge, 25 maart 1963) is een Vlaams televisie- en radiopresentator en interviewer.
Hij is criminoloog en begon zijn carrière als medewerker bij Het Eenzame Hartenbureau op Radio 2. Daarna begon hij als journalist bij diverse bladen. Later ging hij als researcher, redacteur en regisseur voor de televisie werken. Hij was al actief op zowel VTM, VRT, VT4, Vitaya als Sporting Telenet. De nadruk lag hierbij op het interviewen van zowel bekende Vlamingen als bekende buitenlanders.
Alloo raakte vooral bekend als researcher bij Paul Jambers en later als televisiemaker van Duel (VRT) en Sterren en Kometen (VTM).

## Privé
Alloo is getrouwd met Sandy Blanckaert, de dochter van Will Tura.

## Televisie
De mediacarrière van Luk Alloo begon in 1987, toen hij voor diverse dag- en weekbladen (De Morgen, de nieuwe Panorama) schreef en enkele jaren achter de schermen werkte van het Radio 2-programma Het Eenzame Hartenbureau. 
Tussen 1990 en 1995 werkte hij als researcher bij Paul Jambers, die toen wekelijks te zien was op VTM met zijn reportageprogramma Jambers. Bij het productiehuis van Paul Jambers leverde Alloo ook reportages voor het duidingsmagazine Telefacts. 
Later ging Alloo aan de slag als redacteur bij Goedele Liekens. Tussen 1995 en 1998 werkte hij als redacteur voor Vanavond niet, schat op Kanaal2 en de talkshow Goedele op VTM. Ondertussen leverde hij redactiewerk voor de quizzen Wie van de Drie en U beslist, en maakte hij jarenlang reportages voor het mediamagazine Medialaan 1. 
In 1997 presenteerde Alloo de speelse quiz Duel op TV1. Daarin liet hij wekelijks twee bekende medeburgers gekke duels uitvechten. Het programma kreeg in januari 1998 een tweede seizoen. In april 1998 richt hij zijn productiebedrijf Xinix op. Vanaf september 1998 was Alloo te zien in Sterren en Kometen op VTM, onder de noemen "TV6". In zijn persoonlijk mediadagboek interviewde hij bekende nationale en international sterren op een humoristische manier. Sterren en Kometen liep drie jaar lang en deed heel wat stof opwaaien. Na 120 afleveringen hield het programma op. 
In 2001 presenteerde hij AllooPraat. In dit intimistisch reportageprogramma legde hij het hart bloot van zijn gasten. Ook in 2001 pakte Alloo uit met het programma AllooUndercover. In 16 afleveringen ging hij op zoek naar illegale wapens, valse passen en soft- en harddrugs.  
In 2002 presenteerde hij op VTM zijn eerste talkshow 1 uur tijdverlies. Daarin nodigde hij zijn gasten uit zonder dat zij wisten wat er met ging gebeuren of in welk decor zij zouden belanden. 
In 2003 maakte hij de docusoap Wally's Wereld voor VTM en was hij een jaar lang reporter voor Sportweekend (TV1). Voor de openbare omroep VRT presenteerde hij in 2003 en 2004 het programma Advocaat van de Duivel. Daarin had hij individuele gesprekken met de politieke kopstukken. Het programma werd simultaan uitgezonden op TV1 en Radio 1. Hij presenteerde ook diALLOOg op TV1, een talkshow over relaties, en De Keuze van Alloo, een reeks documentaires over bekende mensen.
In 2005 presenteerde hij het voetbalmagazine Kort op de bal op VT4. Alloo & Chris & Co (VT4) was een samenwerking tussen Luk Alloo en Chris Van den Durpel. Op VT4 presenteerde hij ook de omkadering rond enkele Europese wedstrijden. Opmerkelijk was de presentatie van de live-wedstrijd Anderlecht – SL Benfica. Na het moedwillig onderbreken van de beelden vanuit Portugal praatte Alloo met zijn gast Glenn De Boeck een half uur lang over koetjes en kalfjes. 
In 2006 hernam hij zijn succesprogramma Sterren en Kometen op VTM. In 2010 presenteerde hij Alloo! Op Vitaya. In 2011 blikte Alloo 26 weken lang een eigenzinnige livetalkshow van 90 minuten in op de digitale zender Life!tv. Hij was ook het gezicht van Radio 2 Zomerhit 2011 en de MIA's 2011. In 2012 was Alloo de presentator van De Kleedkamer, een praatprogramma over voetbal op Sporting Telenet. 
In 2012 en 2013 werkte hij aan een drieluik van humaninterestreeksen over mannen en vrouwen in de gevangenis. De reeksen Alloo in de gevangenis, Alloo uit de gevangenis en Alloo in de vrouwengevangenis werden uitgezonden op VTM. In Alloo in de gevangenis interviewde hij gevangenen uit Leuven-Centraal. In de televisiereeks Alloo uit de gevangenis volgde Alloo ex-gedetineerden uit Leuven-Centraal die op vrije voeten zijn. In 2015 pakte hij uit met een reeks over Belgen in buitenlandse gevangenissen en een reeks over televisiemaker Paul Jambers. Alloo produceerde ook een tweeluik over de politie.
Alloo is een sportliefhebber en was co-presentator van De Gouden Schoen 2012, 2013, 2014, 2015 en 2016.
In 2015 maakte hij een reeks over de psychiatrie. In 2017 dook Alloo het nachtleven in voor zijn reeks Alloo in de Nacht. In het najaar van 2019 pakte Luk Alloo op VTM uit met het speels mediamagazine (h)ALLOOMEDIA. Op zondag 2 augustus 2020 presenteerde Alloo de talkshow 80 jaar Will Tura. Op dinsdag 13 oktober 2020 maakt hij een portret van premier Alexander De Croo voor Telefacts NU.
Op woensdag 3 maart 2021 startte Luk Alloo met de humaninterestreeks Alloo. Daarin portretteert hij Vlamingen met een ontroerend verhaal. Op 9 september 2021 begon Luk Alloo met Alloo Live, een rechtstreeks uitgezonden programma waarin hij met een cameraploeg door Vlaanderen trekt en willekeurig aanbelt aan Vlaamse huizen.
In aanloop naar de verkiezingen van 9 juni 2024 interviewt Luk Alloo voor De Gazet van Antwerpen 33 politici in evenveel dagen. 

## Radio
Van 2008 tot 2012 presenteerde Alloo samen met Christel Van Dyck elke zaterdagmorgen het programma En Nu Serieus op Radio 2. Tussen 2010 en 2014 presenteerde hij elke zondagnamiddag Koning Sport op deze zender. In aanloop naar de verkiezingen van 25 mei 2014 presenteerde Alloo op Radio 2 tussen 23 uur en middernacht de laatavondtalkshow 5 voor 12 waarin hij telkens een politiek kopstuk interviewde.
Vanaf augustus 2016 presenteerde hij een ochtend-programma op JOE fm.

## Boeken
Naast zijn radio- en televisiewerk publiceerde Alloo ook enkele boeken. Hij schreef tussen 2007 en 2010 lange interviews voor Het Nieuwsblad, die gebundeld zijn in het boek De Laatste 48 uur 1 en De Laatste 48 uur 2. Hij schreef tevens De pijn van een politicus, een boek over Bert Anciaux, en was ghostwriter van enkele andere boeken.

## Acteur
Alloo speelde mee in twee  Plopfilms: De Kabouterschat en Plop in de Wolken. Hij speelde ook een gastrol in Familie, Verschoten & Zoon, en de jeugdreeks En daarmee basta!.

## Lijst met televisieprogramma's
- 1997-1998: presentator Duel (TV1)
- 1998-2001: presentator Sterren & Kometen - TV6 (VTM)
- 2001: presentator AllooPraat (VTM)
- 2001: presentator en researcher Alloo Undercover (VTM)
- 2002: presentator 1 uur tijdverlies (VTM)
- 2003: Wally's Wereld (VTM)
- 2003: reporter voor Sportweekend (TV1)
- 2003 & 2004: presentator Advocaat van de duivel, een politiek programma (TV1 en Radio 1)
- 2003: presentator diALLOOg (TV1)
- 2004: presentator De Keuze van (TV1)
- 2005: presentator Kort op de Bal (VT4)
- 2005: Alloo & Chris & Co (VT4)
- 2005: Confederations Cup (VT4)
- 2006: presentator Sterren & Kometen (VTM)
- 2007: AllooLive (VTM)
- 2010: presentator Alloo! (Vitaya)
- 2011: (26 afleveringen) presentator Alloo live! (Life!tv)
- 2012: presentator De Kleedkamer (Sporting Telenet)
- 2012-2013: presentator Alloo in de Gevangenis (VTM)
- 2013: presentator Alloo uit de Gevangenis (VTM)
- 2014: presentator Alloo in de Vrouwengevangenis (VTM)
- 2014, 2016-2020: presentator Alloo bij de Wegpolitie (VTM)
- 2015, 2017, 2024: presentator Alloo in de Buitenlandse Gevangenis (VTM)
- 2015: presentator Alloo bij Jambers (VTM)
- 2015: presentator Alloo bij de lokale politie (VTM)
- 2016: presentator Alloo in de psychiatrie (VTM)
- 2016: presentator Alloo bij... (VTM) (Gert Verhulst, Pascale Naessens, Marc Wilmots, Sergio Herman, Jan Mulder, Charles Michel)
- 2017: presentator Alloo bij... 2 (VTM) (Christoff, Jan Jambon, Jacques Vermeire, Johan Boskamp, Stan Van Samang, Cathérine Moerkerke, Etienne Vermeersch, Goedele Liekens)
- 2017-2020: presentator Alloo in de Nacht (VTM)
- 2018: presentator Alloo bij... 3 (Theo Francken, Ingeborg Sergeant, Will Tura, Guga Baúl, Jill Peeters, Filip Peeters) (VTM)
- 2018: presentator Alloo en de Liefde  (VTM)
- 2019: presentator Alloo bij... 4 (Niels Destadsbader, Jean-Marie Dedecker, Patrick Lefevere, Bart De Wever, An Lemmens, Bart Kaëll, Dina Tersago, Herman Brusselmans) (VTM)
- 2019: presentator (h)ALLOOMEDIA  (VTM)
- 2020: presentator Alloo in de politierechtbank (VTM)
- 2020: presentator 80 jaar Will Tura (VTM)
- 2021: reporter Alloo (VTM)
- 2021: reporter Alloo Live (VTM)
- 2021-2024: presentator Alloo bij de Verkeerspolitie (VTM)
- 2022: reporter Alloo en tot ziens (VTM)
- 2022: presentator Alloo bij... 5 (Eddy Planckaert, Nora Gharib, Axel Daeseleire, Karen Damen, Jens Dendoncker, Astrid Coppens) (VTM)
- 2023-2024: presentator De Laatste 100 Uur (Proximus TV)
- 2023: reporter AllooSexpliciet (VTM)

## Trivia
- Luk Alloo werd in 2005 veroordeeld voor het handelen in namaakhorloges. Hij had ze gekocht voor het programma Alloo Undercover op het Antwerpse Falconplein, in het kader van een programma over namaakmateriaal.
- Luk Alloo speelde mee in twee Plop-films.
- In 2007 zong Luk Alloo een duet met Ingeborg op haar cd Laat me zingen.[2]
- Luk Alloo was tussen september 2008 en juni 2012 te horen op Radio 2 samen met Christel Van Dyck.
- Luk Alloo nam op 4 januari 2010 deel aan De Slimste Mens ter Wereld maar werd er meteen uitgespeeld door Bent Van Looy.
- Luk Alloo was tussen september 2010 en mei 2014 elke zondagnamiddag te horen op Radio 2 in Koning Sport.
- Luk Alloo won in 2016 met Alloo in de buitenlandse gevangenis een Televisiester voor beste reportage - , documentaire - en informatieprogramma.

Huidig (anno 2022):
Luc Appermont · Cara Cobbaert · Anja Daems · Sandra Deakin · Karolien Debecker · Kim Debrie · Peter De Groot · Lars De Groote · Guy De Pré · Chris Dusauchoit · Dirk Ghijs · Peter Hermans · Wouter Landuyt · Filip Ledaine · Daan Masset · Caren Meynen · Sven Pichal · Marc Pinte · Harald Scheerlinck · Siska Schoeters · Benjamien Schollaert · Showbizz Bart · Sharon Slegers · Jo Van Damme · Niels Vandeloo · Sonny Vanderheyden · Cathérine Vandoorne · Christel Van Dyck · Ruben Van Gucht · Iris Van Hoof · Vanessa Vanhove · Britt Van Marsenille · David Van Ooteghem · Peter Verhulst · Dirk Vlaeyen · Pascal Vranckx · Albrecht Wauters
Voormalig:
Luk Alloo · Johan Anthierens · Nand Baert · Erik Baeyens · Wim Bary · Jos Baudewijn · Flor Berckenbosch · Marcel Beerten · Wilfried Bertels · Marc Brillouet · Els Broeckmans · Fred Brouwers · Edwin Brys · Ro Burms · Walter Capiau · Annemie Coppieters · Harry Creemers · Karel Daerden · Christoff · Conny De Boos · Hein Decaluwé · Jessie De Caluwe · Jo met de Banjo · Gust De Coster · Martin De Jonghe · Paula De Meulder · Els De Vuyst · Frank Dingenen · Michel Follet · Jacky Geerts · Jos Ghysen · Margriet Hermans · Irene Houben · Michel Ilsen · Rita Jaenen · Chris Jonckers · Tante Kaat · Luk de Laat · Jo Leemans · Leki · Kathy Lindekens · Kris Luyten · Micha Marah · Betty Mellaerts · Kaat Mendonck · Freek Neirynck · Line Ooms · Sven Ornelis · Katrien Palmers · Gerard Pollet · Julien Put · Hugo Raspoet · Niko Reynaert · Luk Saffloer · Karel Segers · Lennart Segers · Lutgart Simoens · Rudi Sinia · Dirk Somers · Dré Steemans · Jan Theys · Gene Thomas · Wiet Van Broeckhoven · Marc Van den Hoof · Dieter Vandepitte · Karin Van den Berghe · Thomas Van der Spiegel · Kurt Van Eeghem · Wim Van Gansbeke · Els Van Herzeele · Ilse Van Hoecke · Bert Van Molle · Jan Van Rompaey · Paula Van Wilder · Louis Verbeeck · Karel Vereertbruggen · Herwig Verhovert · Luc Verschueren · Johan Verstreken · Tom Vossen · Eddy Wally · Niels William · Edwin Ysebaert · Zaki
Huidig (anno 2023):
Jan Bosman · Anke Buckinx · Alain Claes · Chloé De Bie · Rani De Coninck · Bart-Jan Depraetere · Yves De Wolf · Evi Geysels · Tess Goossens · Kris Mannaerts · Sven Ornelis · Alexandra Potvin · Carl Schmitz · Kenneth Stevens · Raf Van Brussel · Dieter Vandepitte · Ann Van Elsen · Brecht Vanmeirhaeghe · Lenke Van Olmen · Heidi Van Tielen · Kris Wauters
Voormalig (2009–2023):
Luk Alloo (2016–2017) · Born Crain (2017–2020) · Herbert Bruynseels (2009–2017) · Jelle Cleymans (2011, 2022) · Nathalie Delporte (2014–2019) · Leen Demaré (2009–2019) · Leen Dendievel (2023) · Truus Druyts (2009–2017) · Els De Craecker (2009–2017) · Sophie Dewaele (2009–2010) · Michel Follet (2009–2016) · Bert Geenen (2009–2011) · Evy Gruyaert (2023) · Evi Hanssen (2017–2021) · Johan Henneman (2009) · Joris Hessels (2021) · Anne Paulissen (2018–2023) · Kathy Pauwels (2009–2010) · Laurens Pays (2013–2016) · Sofie Santermans (2011–2020) · Tony Talboom (2012–2016) · Jo Van Belle (2013–2016) · Dominique Van Malder (2021) · Elke Van Mello (2011–2021) · Bjorn Verhoeven (2012–2018) · Peter Verhoeven (2018–2019) · Robin Vissenaekens (2012–2016)